# Дягілєв Сергій Павлович
Дя́гілєв Сергій Павлович (рос. Дягилев Сергей Павлович; 19 березня 1872, садиба Грузіно, Новгородська губернія, Російська імперія — 19 серпня 1929, Венеція, Королівство Італія) — російський реформатор театрального мистецтва, антрепренер, засновник Російських сезонів у Парижі на початку XX століття. Створив у Парижі Російський балет Сергія Дягілєва.

## Біографія

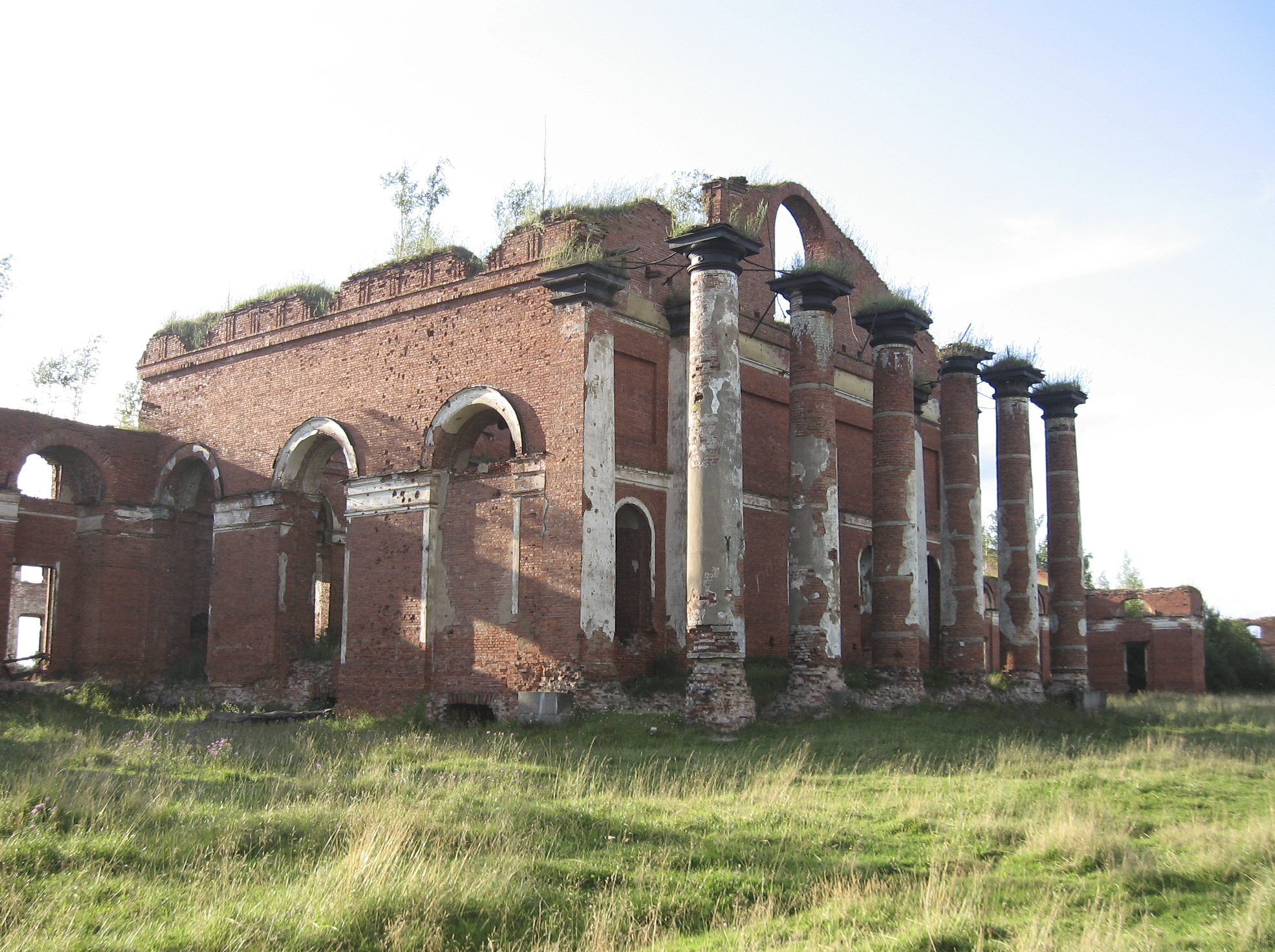
Арх. В. Стасов. Руїни комплексу військового поселення, с. Селище, стан на 2010

Дягілєв — син російського військового, кавалергарда. Мати (з родини Єврєінових) померла під час пологів. Дитину виховувала мачуха — Олена Панаєва. Сергій мав двох братів, Юрія і Валентина.
Садиба Грузіно колись належала сумнозвісному Аракчеєву. Первісне найменування Друзіно з часом перетворилося на Грузіно. Аракчеєв вислужився перед імператором Павлом, отримав графа, був комендантом самого Петербурга. Садибу в Грузіно будували 38 років. До розбудови причетна низка відомих майстрів (арх. В. П. Стасов, Ф. П. Демерцов та ін.), серед яких і скульптор Іван Мартос. Садиба зруйнована під час Другої світової війни, зараз не існує. Практично зруйноване і військове поселення Селищі, (Новгородська область), де народився Дягілєв.
Батька перевели в місто Перм, куди переїхала і вся родина. Зберігся родинний будинок Дягілєвих в місті в стилі пізнього російського класицизму (арх. Карвовський Р. О., 1850-ті рр.), де тепер знаходиться гімназія (дані на 2009 рік). В родині полюбляли музику. Сергій займався співом, а потім композиторством. Після закінчення гімназії в Пермі, Сергій переїхав до Петербурга, де жили родичі і де він став студентом юридичного факультету Петербурзького університету.

## Петербурзький період з 1890

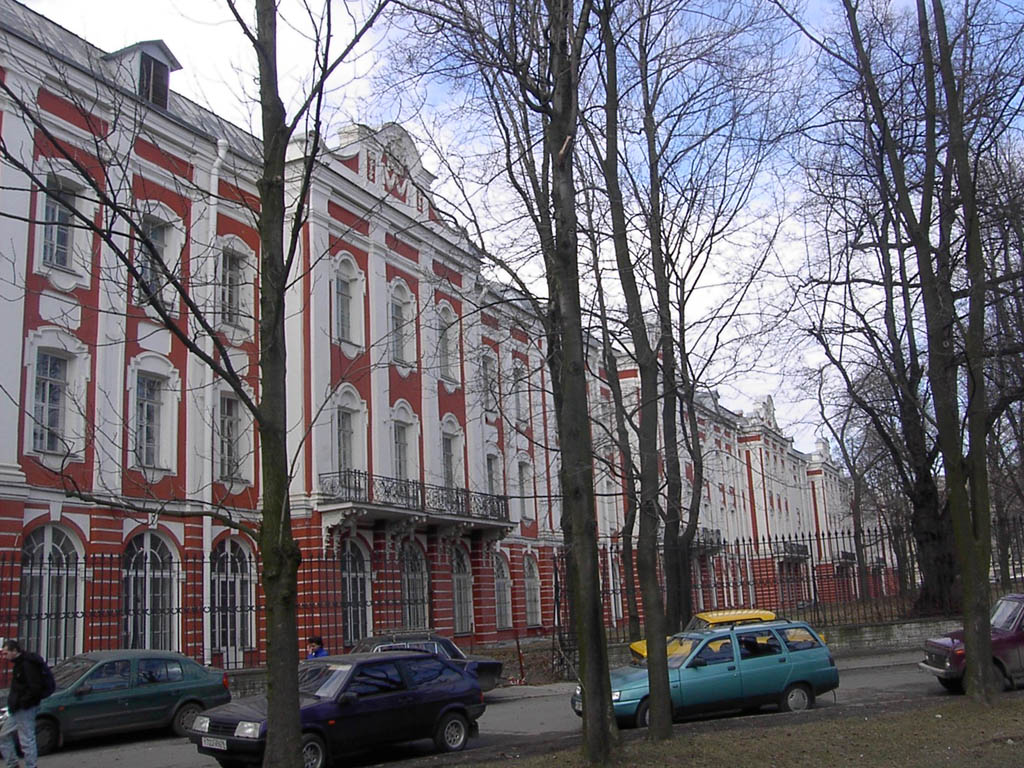
Головний корпус Петербурзького університету

Університет і студентство мало цікавили Сергія. Тиск батьків і необхідність мати освіту, якийсь фах привели до закінчення університету і диплому, яким Дягілєв не скористався. Зате провінціал швидко набирався столичного досвіду і шалено займався самовдосконаленням. Цьому сприяв і гурток однодумців, в який входили Олександр Бенуа і Костянтин Сомов, в майбутньому відомі художники, Вальтер Нувель, Дмитро Філософов, Лев Розенберг (уславлений Леон Бакст), Юрій Мамонтов та ін. З гуртка виростуть майбутні діячі Світу мистецтва, цікавого мистецького об'єднання графіків, художників, художніх критиків, мистецтвознавців Петербурга. Розпочав свою бурхливу діяльність і Дягілєв. Він не став ні художником, ні композитором, ні співаком. Він став надзвичайно енергійним менеджером і антрепренером.
1897 — виставка англійських і німецьких акварелістів (успіх).
1898 — виставка художників Фінляндії, що входила тоді в склад Російської імперії.
10 листопада 1898 — за участю Дягілєва надруковане 1-е число часопису (журналу) «Світ мистецтва».
1899—1901 — невдала спроба кар'єри чиновника при Імператорських театрах.
1902 — дослідження Дягілева, присвячене художнику Дмитру Левицькому (1735—1822), українцю за походженням. Дослідження мало схвалення від самої Академії мистецтв Петербурга.
1905 — Таврійський палац, художньо-історична виставка російських портретів 1705—1905 років. Вперше в одному місці побачили твори митців імперії за 200 років. Шість тисяч творів, іноземних і своїх майстрів, серед яких були першокласні. Гучний успіх.
1906 — виїзд за кордон.

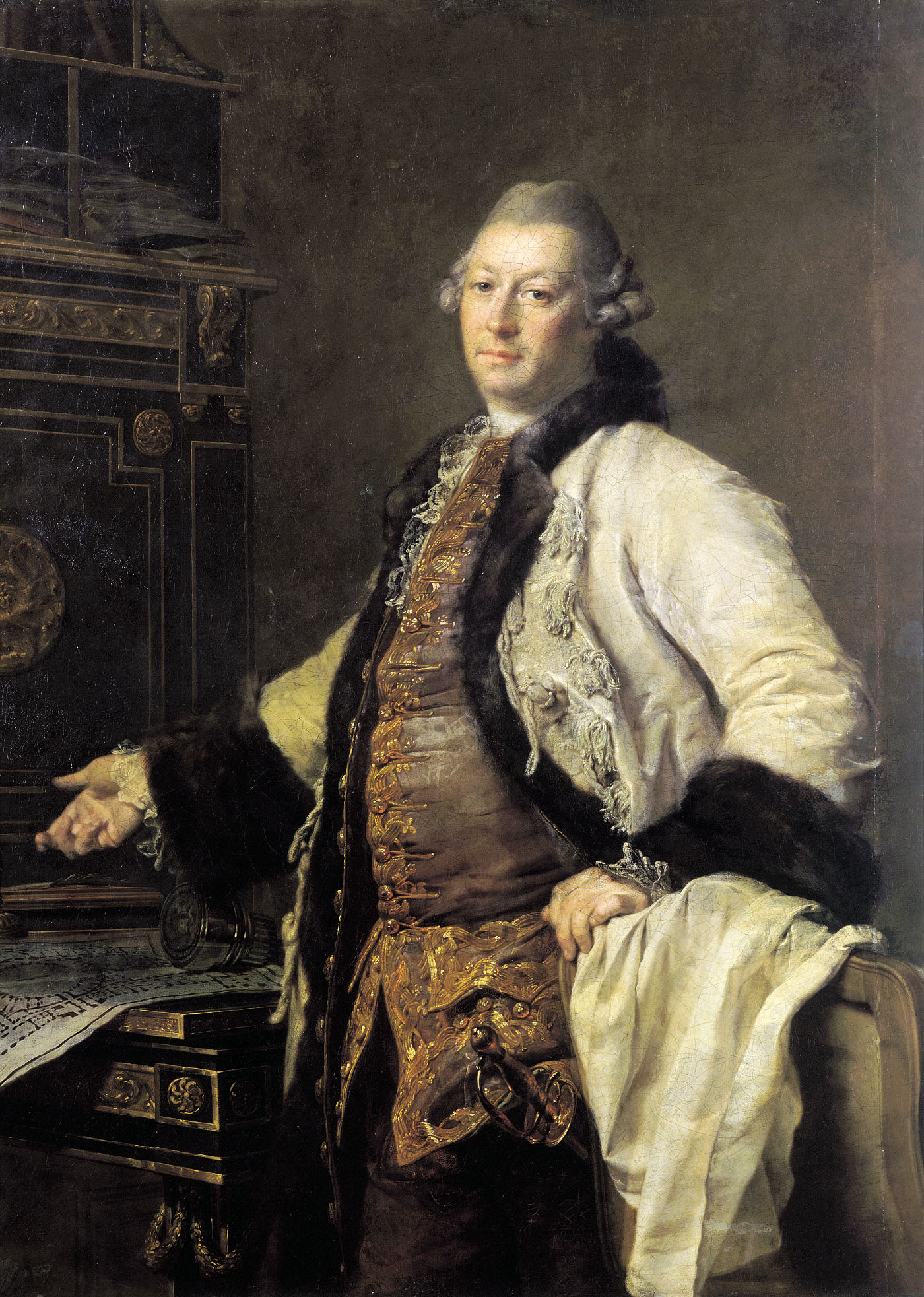
Портрет архітектора Олександра Кокорінова, 1769
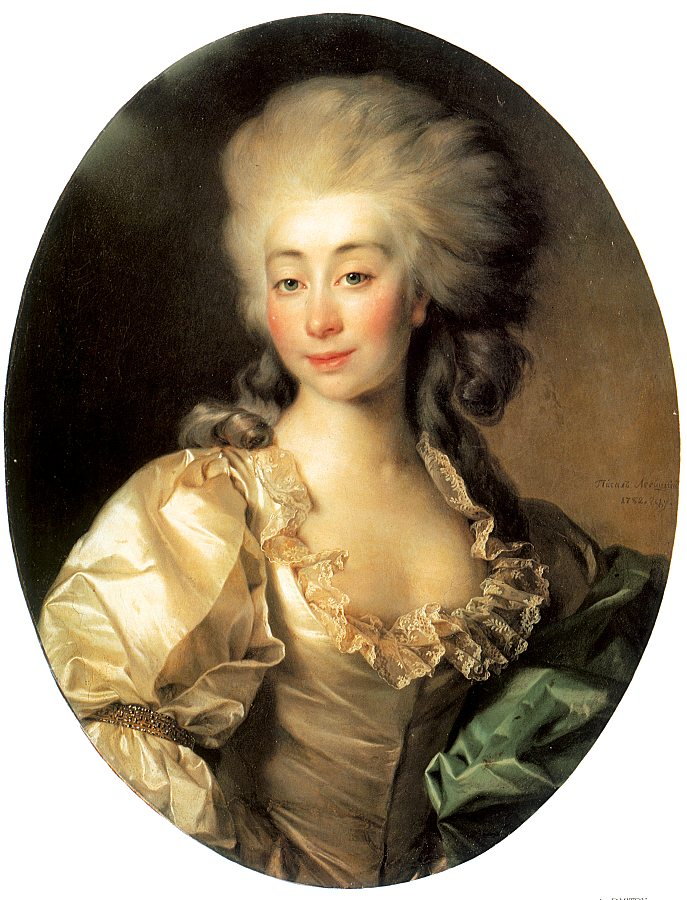
Портрет Урсули Мнішек, 1782
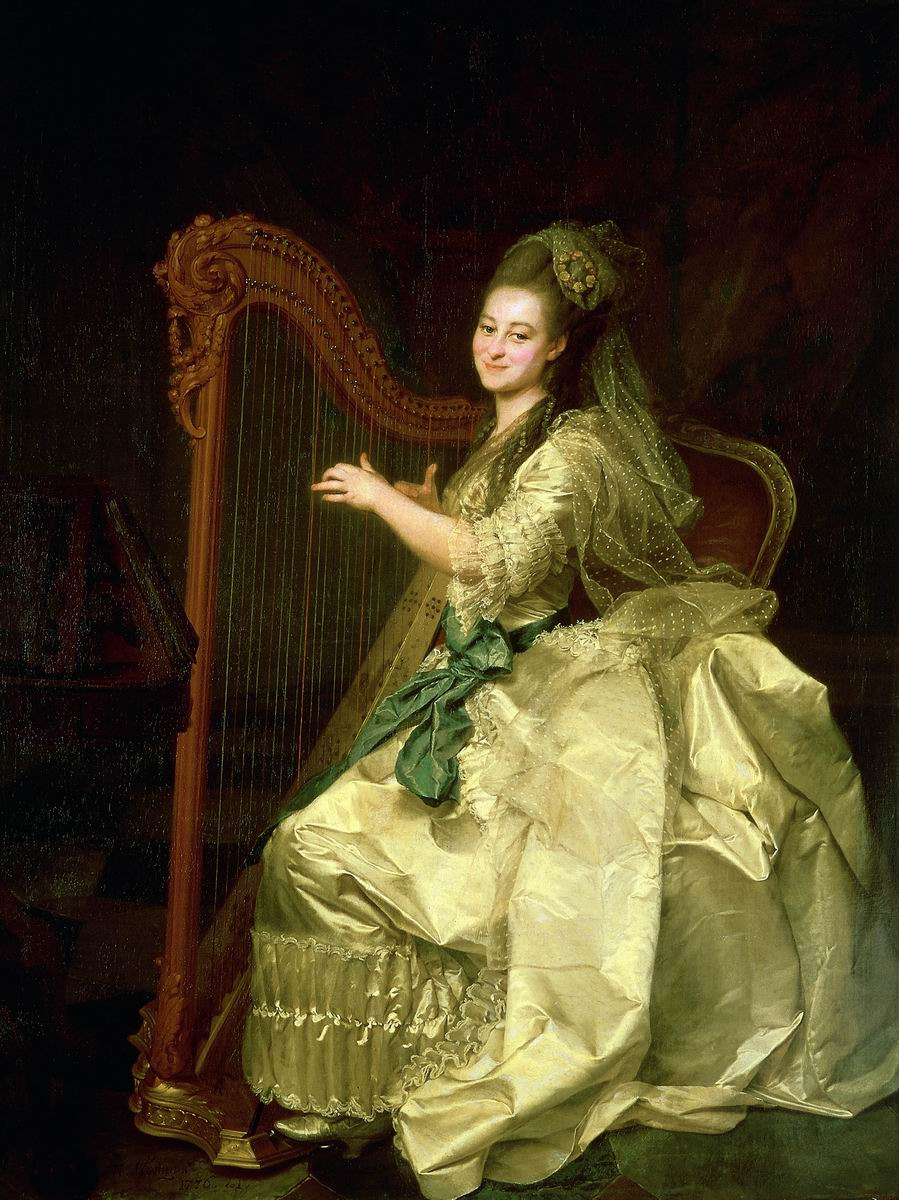
Портрет Алимової, випускниці інституту шляхетних дівчат, 1776

## Подорож Європою. Париж

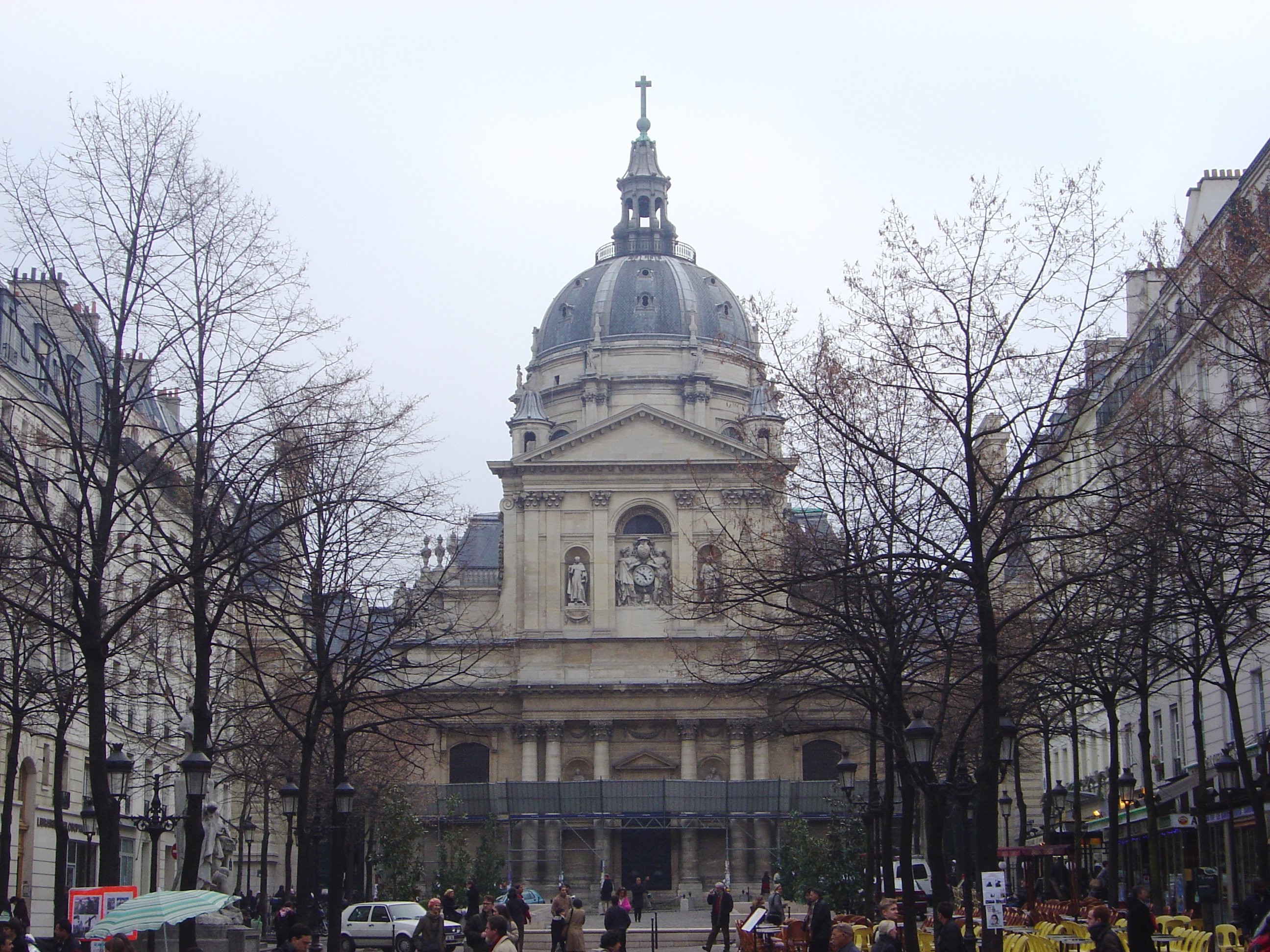
Париж, університет Сорбонна

1906 рік. Дягілєв вдивлявся в Західну Європу, яку буде підкоряти декілька десятиліть. Подорож закінчив у Парижі, де готував художню виставку з Росії. І знову успіх. Тоді і з'явилась думка про показ в Парижі панорами російського мистецтва взагалі, а не тільки живопису і скульптури. Так народилась концепція Руських сезонів.
Незвичний проєкт збігся з думками російського уряду, зацікавленого у підвищенні свого престижу за кордоном. Дягілєв навіть буде отримувати гроші від держави і підтримку від посла в Парижі. Але свою бурхливу і талановиту діяльність Дягілєв не припинить і після сварки-лайки, після забраної субсидії, і після відмови самого Дягілєва від покровителів з Росії.
Недовге повернення до Петербурга. Підготовка до нового Руського сезону, цього разу до концертів. Серед учасників — Рахманінов, Римський-Корсаков, Глазунов, співак Шаляпін, всесвітня слава якого і почалася з Руських сезонів Дягілєва. Відбулося п'ять надзвичайних концертів.

## Мадам Едвардс (Місі Серт)
Відома особа привертає увагу незвичних людей. Серед знайомих Дягілєва — балерини Ганна Павлова і Карсавіна, Жан Кокто, Пікассо, Коко Шанель та ін. З 1908 року він заприятелював з мадам Едвардс, полькою за походженням. Вона буде довгий час підтримувати Дягілєва, а їх приятелювання продовжиться 20 років.
Самостійна і утаємничена Коко Шанель не афішувала своїх стосунків зі скандально відомим Дягілєвим. Але збіднілого Дягілєва поховали на її гроші.

## Сезон 1909 року. Балетний тріумф
Саме Місі Серт врятувала Дягілєвський сезон 1909 року. У квітні 1909 року трупу, яку вдалося зібрати в Петербурзі і Москві, привезли в Париж. Винятком було те, що вперше в столицю Франції привезли російський балет. Дізнавшись про фінансову скруту Дягілєва, Місі Серт організувала підписку серед меценатів і театралів і зібрала необхідні кошти. А коли не було театру, організувала оренду театру Шатлє.
Російський балет того сезону став європейською сенсацією. Йшли балети «Павільйон Арміди» і Половецькі танці з опери «Князь Ігор». Давали також «Псков'янку» з Шаляпіним, перший акт «Руслана і Людмили», «Сільфіди» Шагіняна. Серед балетних артистів — Карсавіна, Караллі, Фокін, Ніжинський та ін. Паризька публіка вперше побачила і Ганну Павлову в «Сільфідах». Дягілєвський сезон 1909 року мав шалений успіх. А російський балет породив ще одну театральну легенду.

## Дещо про сезони
Сезон тривав шість тижнів. Балетні вистави (аби не набридати) йшли в інші дні після опери. Сенсацією були і оздоби вистав. Почалося нове відродження сценографії. Серед сценографів заблищали імена художників Бенуа Олександра Миколайовича, Костянтина Коровіна, Леона Бакста, Реріха.
Дягілєв ще не мав своєї постійної трупи. Більшість акторів і танцівників балету проводили в Парижі лише свої відпустки. Галас успіхів Дягілєва роздратував російських ворогів антрепренера і йому почали заважати. З 1911 року він організував власну трупу, яку назвав Російський балет Сергія Дягілєва (Le Ballet Russe de Serge Diadilev). Головною базою трупи обрали маленьке князівство Монте-Карло на узбережжі Середземного моря. Сезони Дягілєва проіснували 20 років.

## Театральні твори Бакста

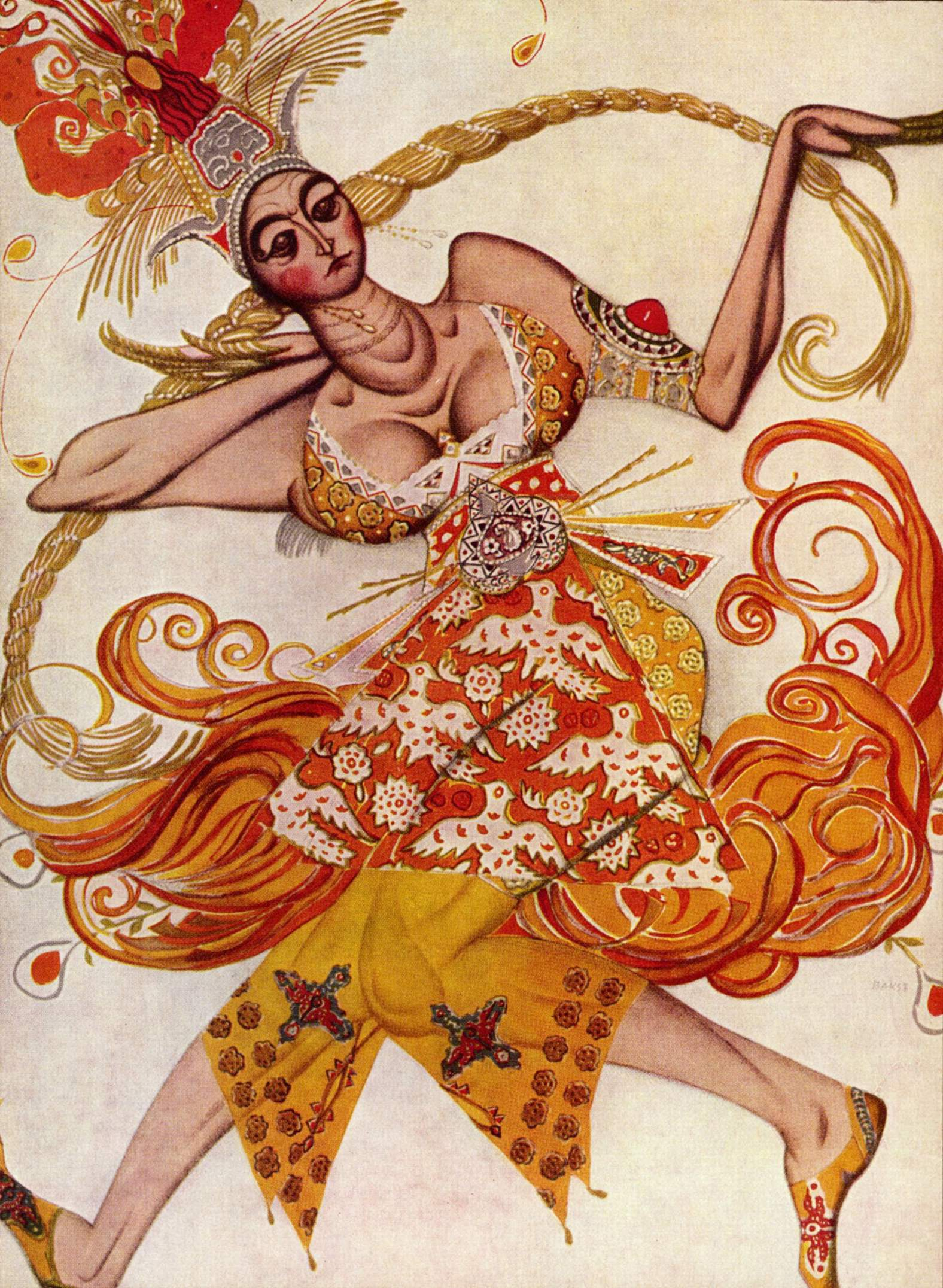
Ескіз (балетний костюм до балету Жар Птиця). 1910
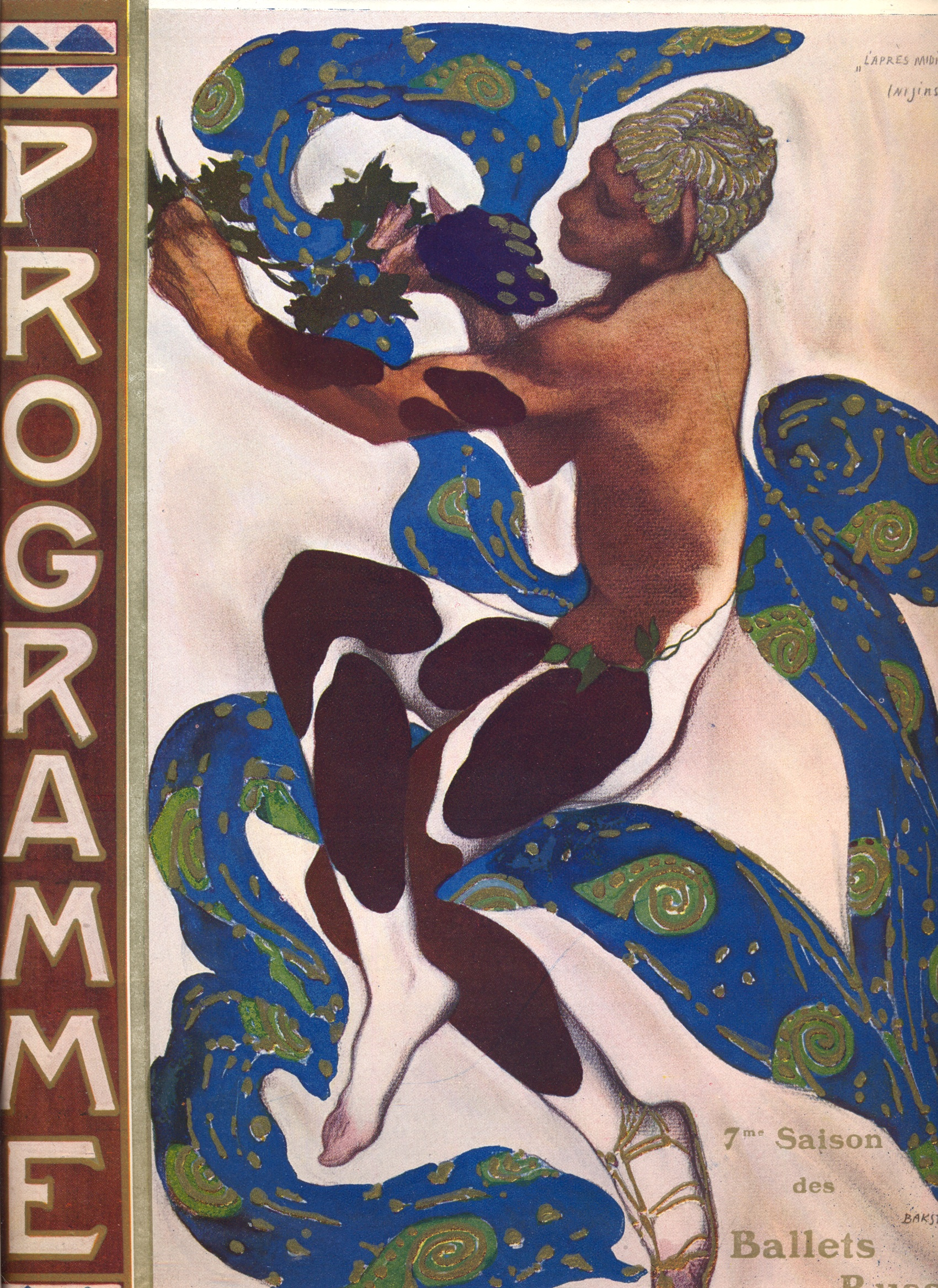
Вацлав Ніжинський в балеті «Післяполуденний відпочинок фавна», 1912
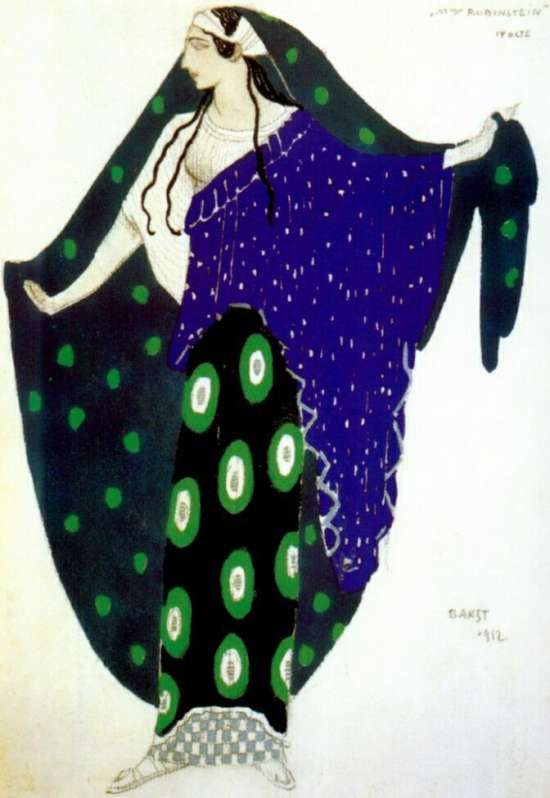
Ескіз костюма для Іди Рубінштейн до балету «Олена Спартанська»

## Галерея

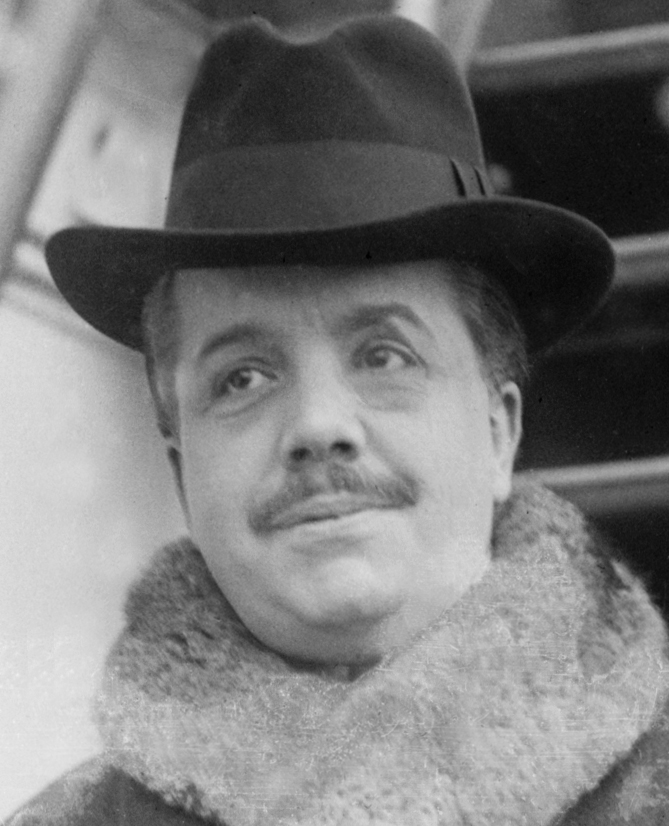
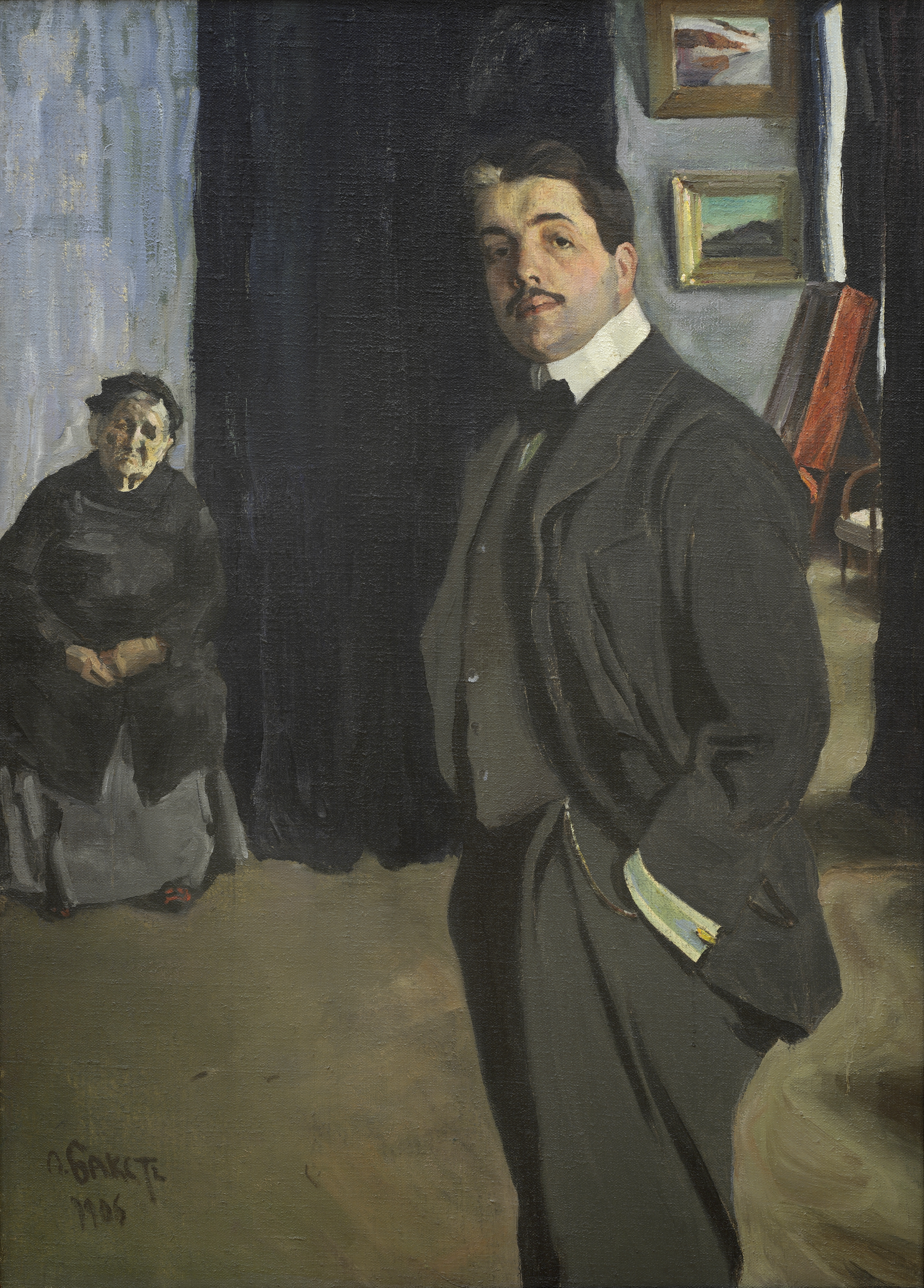
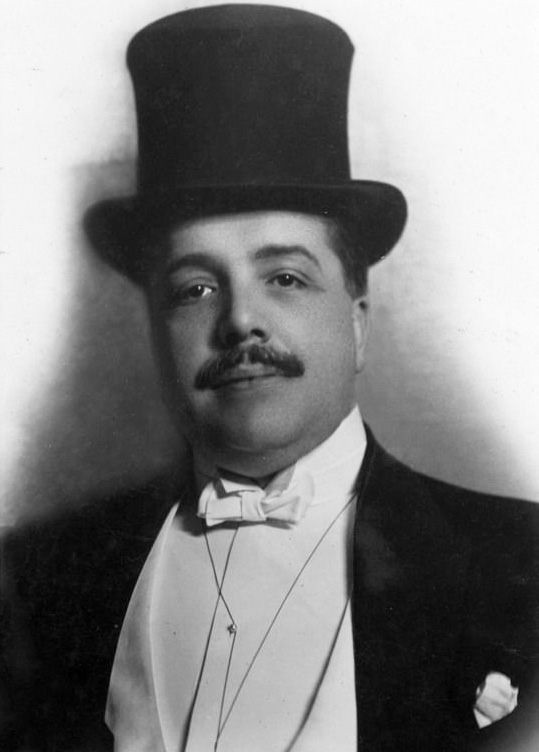

### У філателії

Поштові марки РФ
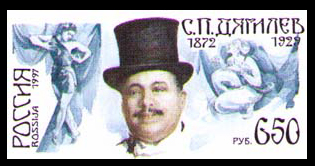
1997: оригінальна марка на конверті
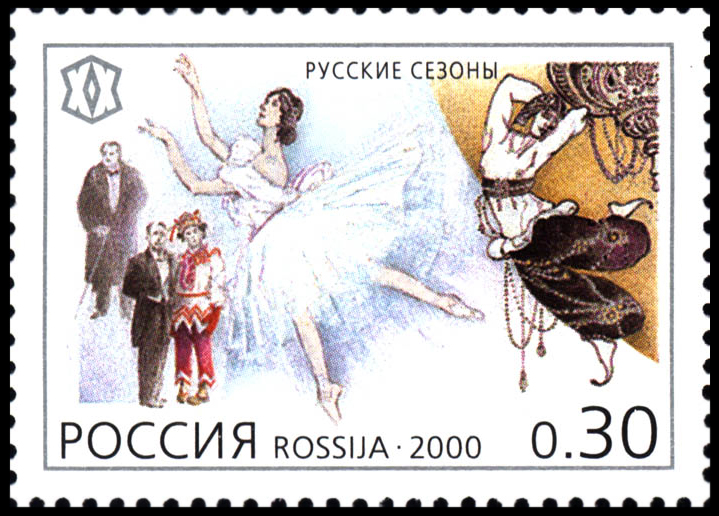
2000: Сергій Дягілєв і Руські сезони

## Хвороба
Ще у 1921 році і нього виявилися перші ознаки цукрового діабету. З 1927 року він почав згортати свою антрепризу за погіршеним станом здоров'я.

## Дягілєв-колекціонер
Вивільнений час сприяв народженню Дягілєва-колекціонера. Він і раніше цікавився портретним жанром. Тепер він портрети збирав. Хвилювала його і мінлива, скороминуща доля вистав і балетів. До портретів він додав і театральні раритети: музичні партітури, автографи, книги. Коли колекція розрослася, прийшла думка про створення музею-книгозбірки про російську історію і культуру за кордоном. Про повернення до СРСР не йшлося.
Серед раритетів колекції Дягілєва були матеріали про поета Олександра Пушкіна, першодруки Івана Федорова, який помер в Україні в місті Львів. В збірці Дягілєва опинився і унікум — «Церковно-слов'янська граматика» 1574 року, про яку не мали уяви і вчені.
Доля колекції сумна. ЇЇ не придбали для СРСР. Після смерті Дягілева вона розійшлася по спадкоємцях і була розпродана за кордоном.

## Смерть. Дягілєв і Венеція

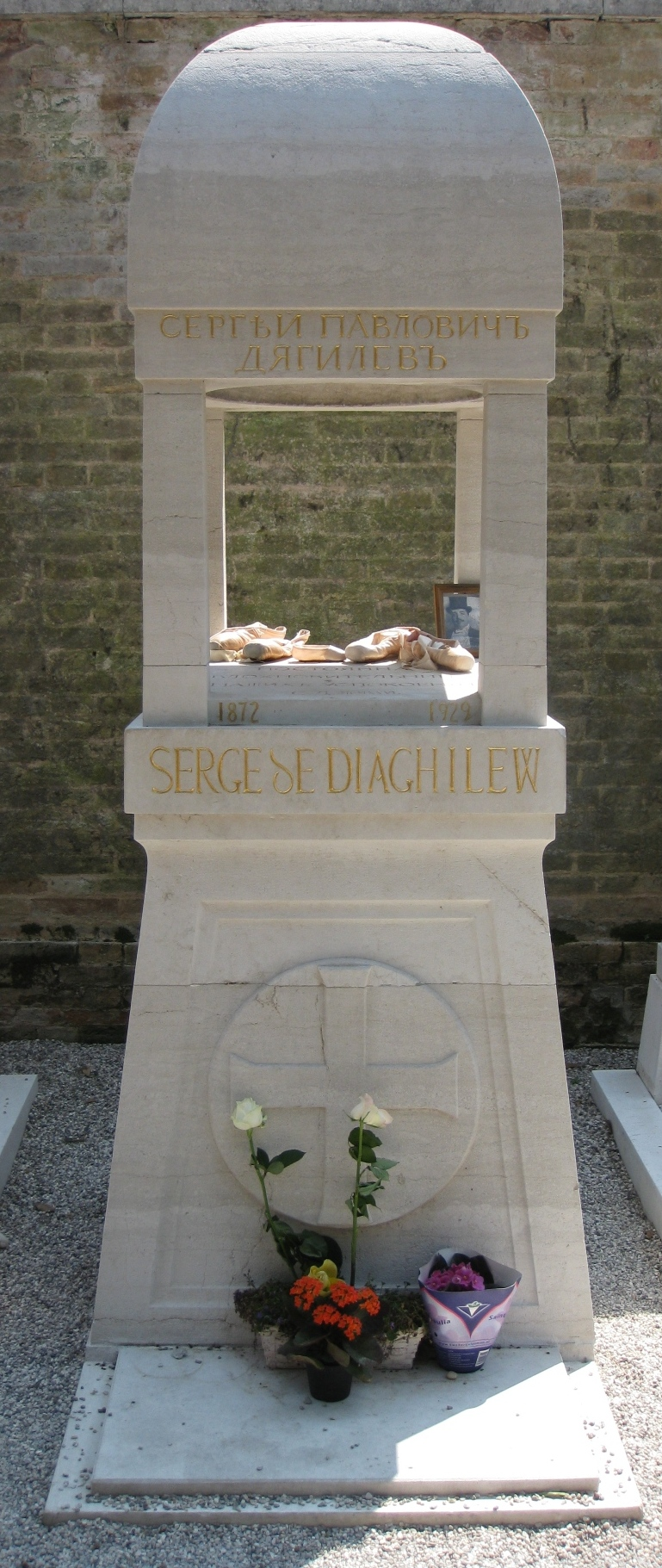
Надгробок на могилі Дягілєва у Венеції

Він помер в улюбленій Венеції. Дягілєв приїздив сюди ще студентом. Незвичний вигляд міста приваблював не тільки Дягілєва, бо в Венеції нема автомобілів, сучасних потворних споруд, притаманних кітчу в архітектурі. До того ж Дягілєв був закоханим в італійську оперу, інші різновиди італійського театру.
Ще у 1902 році, в 30 років, він написав листа, де віднайшли сумні рядки: «Я так полюбляю Венецію, що хотів би, як Вагнер, померти там». Він і помер у Венеції. Його поховали на цвинтарі невеличкого острова Св. Архангела Михаїла (Сан Мікеле) на ділянці для некатоликів.

## Доля рідних братів Дягілєва
Брати Юрій і Валентин залишилися в сталінському СРСР. Обидва були репресовані. Валентина розстріляли в Соловецькому концтаборі у 1929 році.

## Вшанування
В місті Перм поводять міжнародні фестивалі «Дягілєвські сезони: Перм-Петербург-Париж». Видано декілька книжок і надруковано декілька статей.
На честь театрального діяча названо астероїд 4005 Дягілєв.